# Bear River 6A
Bear River 6A är ett reservat i Kanada.   Det ligger i provinsen Nova Scotia, i den sydöstra delen av landet, 800 km öster om huvudstaden Ottawa. Bear River 6A ligger vid sjöarna  Grand Lake Grand Lake Flowage och Second Lake.
I omgivningarna runt Bear River 6A växer i huvudsak blandskog. Runt Bear River 6A är det mycket glesbefolkat, med 2 invånare per kvadratkilometer.